# Стрельникова, Мария Петровна
Мария Петровна Стрельникова (15 марта 1890, село Украинка, Самарская область — 3 мая 2005, Выборг, Ленинградская область) — российская долгожительница.
Мария Петровна жила в Выборге до смерти. В марте 2005 года Мария Стрельникова отпраздновала своё 115-летие и получила поздравление от тогдашнего президента РФ Владимира Путина. Однако её возраст не признан международно.
3 мая 2005 года в больнице Мария скончалась на 116-м году жизни в присутствии двух своих 80-летних дочерей. Были подготовлены документы в книгу рекордов Гиннесса.